# رشيد تيبركانين
رشيد تيبركانين (كلمة أمازيغية تعني السوداوات، جمع سوداء) لاعب كرة قدم مغربي ولد في 28 مارس 1985 في أنتويرب في بلجيكا. يحمل كذلك الجنسية البلجيكية.

## روابط خارجية
- رشيد تيبركانين على موقع قاعدة بيانات كرة القدم.إي يو (الإنجليزية)
- رشيد تيبركانين على موقع ناشيونال فوتبول تيمز (الإنجليزية)
- رشيد تيبركانين على موقع Soccerway.com (الإنجليزية)
- رشيد تيبركانين على موقع كووورة
- Player profile at Fußballdaten.de (بالألمانية)